# 베네치아줄리아

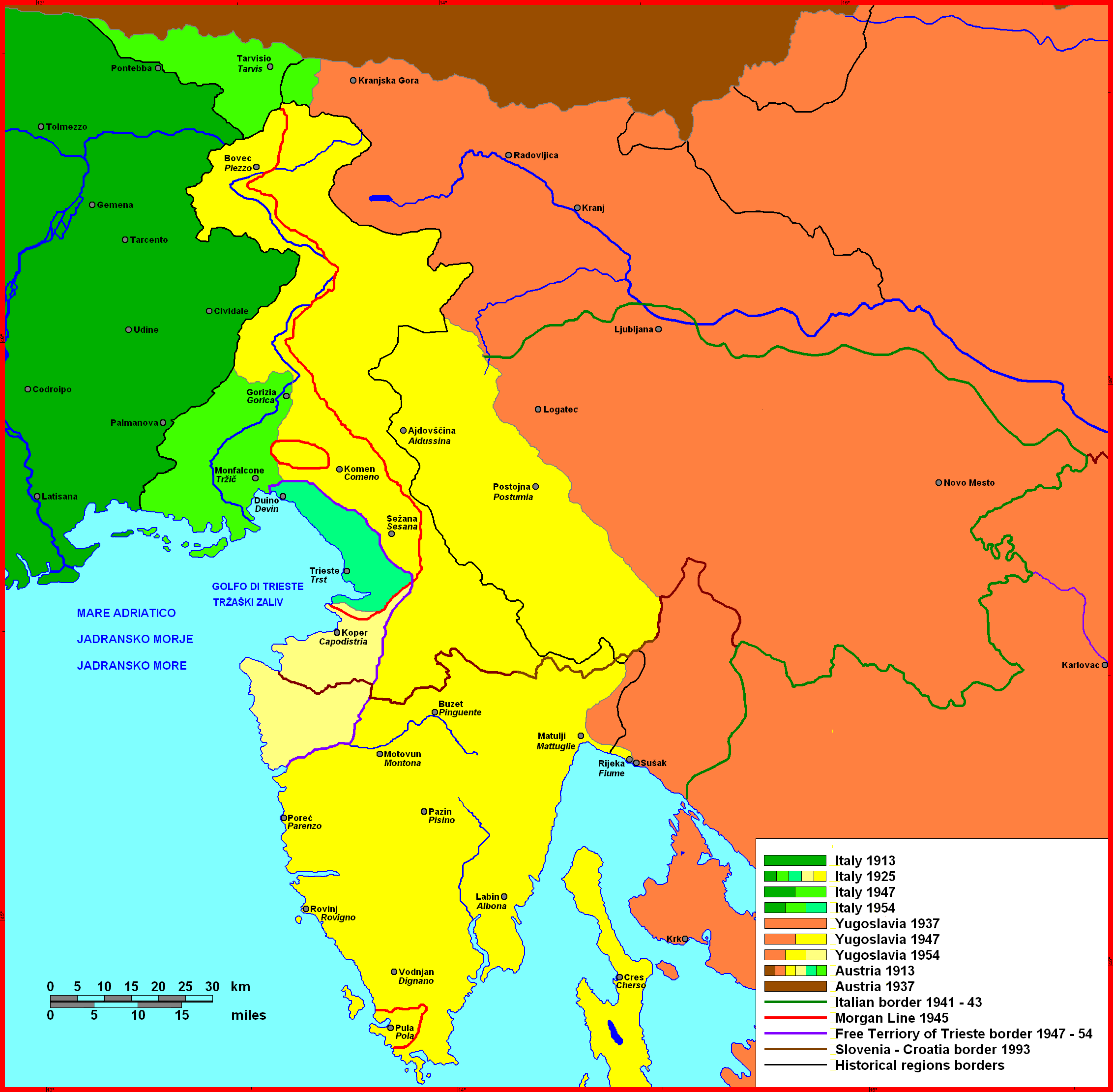
베네치아줄리아를 둘러싼 국경선의 변화

베네치아줄리아(이탈리아어: Venezia Giulia, 슬로베니아어: Julijska krajina 율리스카크라이나, 세르보크로아트어: Julijska krajina 율리스카크라이나[*], 독일어: Julisch Venetien 율리슈페네티엔[*], 베네토어: Venesia Julia, 프리울리어: Vignesie Julie)는 현재의 이탈리아, 슬로베니아, 크로아티아에 걸쳐 있는 역사적 지역이다. 이탈리아의 프리울리베네치아줄리아주는 프리울리와 이 지역으로 구성되어 있기 때문에 유래된 이름이다.
역사적으로 이탈리아인, 슬로베니아인, 크로아티아인이 거주했던 곳이며 제1차 세계 대전 이전까지는 오스트리아-헝가리 제국의 지배를 받았다. 1918년 제1차 세계 대전 종전과 함께 이탈리아 왕국, 유고슬라비아 왕국에 편입되었다. 1945년 6월 제2차 세계 대전 종전과 함께 연합군 점령 지역인 A지구, 유고슬라비아군 점령 지역인 B지구로 나뉘었다.
1947년 2월 10일에 체결된 파리 조약에 따라 유고슬라비아 사회주의 연방공화국은 베네치아줄리아의 대부분을 획득했다. 이와 함께 트리에스테 자유 지구가 설치되었다. 1954년 10월 5일에 체결된 이탈리아와 유고슬라비아 사회주의 연방공화국 사이에 맺은 협정에 따라 트리에스테 자유 지구의 A지구는 이탈리아, B지구는 유고슬라비아에 편입되었다.

## 같이 보기
- 이손초 전투
- 달마티아
- 트리에스테
- 언싱커블 작전